# Thomas Muggenthaler

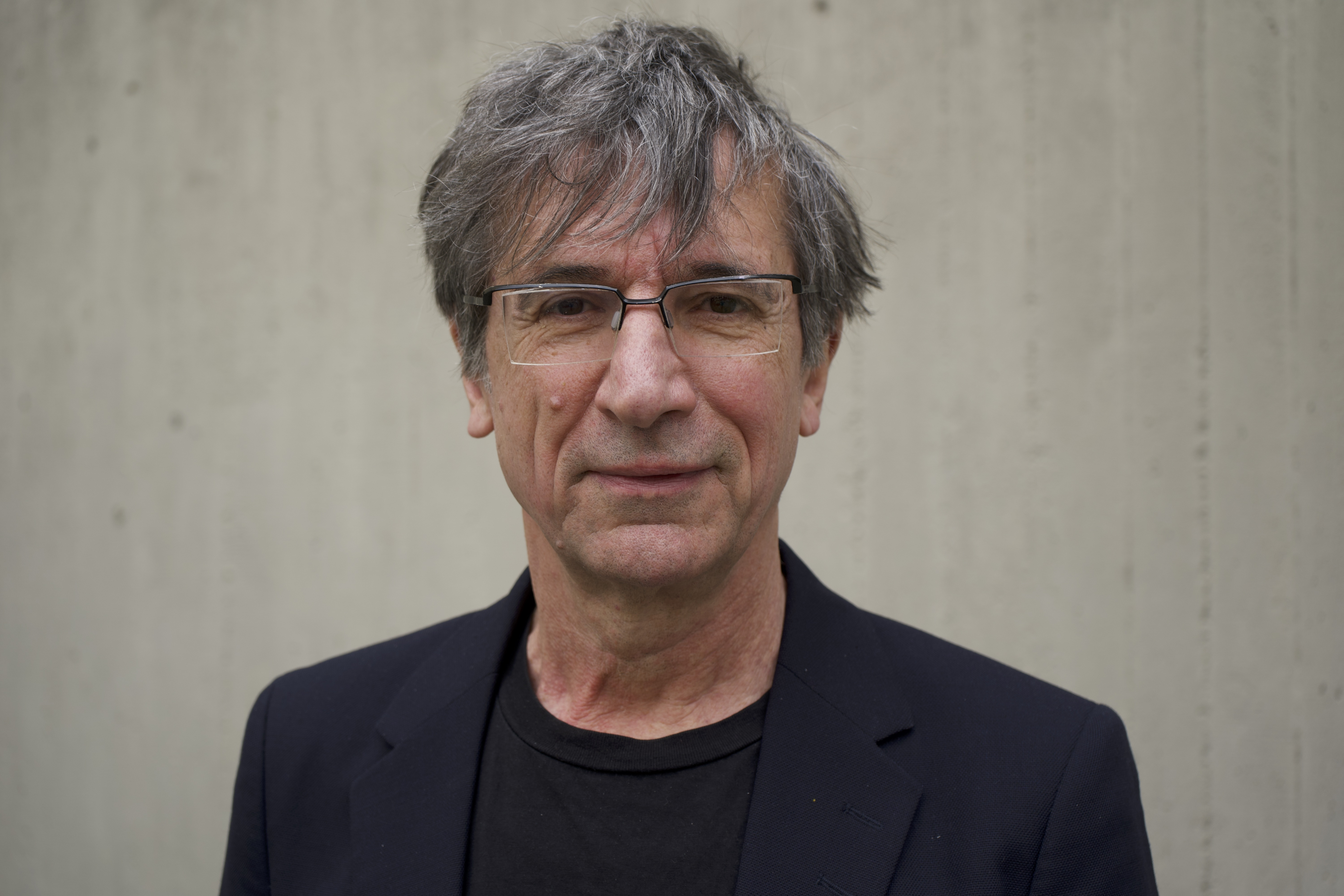
Thomas Muggenthaler (2023)

Thomas Muggenthaler (* 1956 in Windischbergerdorf) ist ein deutscher Journalist.

## Leben
Muggenthaler studierte Politikwissenschaft und Soziologie. Er ist für den Bayerischen Rundfunk tätig und lebt und arbeitet in Regensburg. In zahlreichen Beiträgen vor allem im Radio hat er sich mit dem Thema Zwangsarbeiter in der NS-Zeit in Niederbayern und der Oberpfalz beschäftigt.
Muggenthaler deckte auf, dass mindestens 22 polnischstämmige Zwangsarbeiter in der Zeit des Nationalsozialismus zwischen 1941 und 1943 aufgrund von Liebesbeziehungen zu deutschen Frauen in Niederbayern und der Oberpfalz hingerichtet worden sind. Zur Abschreckung fanden viele der Hinrichtungen öffentlich statt, meist in der Nähe ihres Arbeitsplatzes. In keinem Fall kam es zu einem ordentlichen Gerichtsprozess. Später fanden die Exekutionen teilweise im KZ Flossenbürg statt. Die Mordaktionen wurden durch die Gestapo Regensburg ausgeführt. Darüber schrieb Muggenthaler zwei Bücher. Im Januar 2015 sendete der Bayerische Rundfunk den Film Verbrechen Liebe von Andrea Mocellin und Muggenthaler, für den beide Autoren im selben Jahr mit dem Bayerischen Fernsehpreis ausgezeichnet wurden.
Für seine Beiträge zum Thema Polnische Zwangsarbeiter in Bayern wurde Muggenthaler im September 2015 von der Republik Polen mit der Ehrenmedaille Bene Merito ausgezeichnet.
Für den Dokumentarfilm Todeszug in die Freiheit (Bayerischer Rundfunk, 2017) schrieb Muggenthaler zusammen mit Andrea Mocellin das Drehbuch. Der Film wurde 2019 für den Grimme-Preis nominiert. (Siehe auch KZ-Außenlager Leitmeritz#Film über einen Todeszug.) 2019 erhielt Muggenthaler den Kulturpreis der Stadt Regensburg.
Im Juni 2024 wurde Muggenthaler von Bundespräsident Frank-Walter Steinmeier das Bundesverdienstkreuz am Bande für seine Verdienste rund um die journalistische Aufarbeitung der nationalsozialistischen Vergangenheit in Niederbayern und in der Oberpfalz verliehen.

## Veröffentlichungen
- „Wir hatten keine Jugend“: Zwangsarbeiter erinnern sich an ihre Zeit in Bayern. Lichtung Verlag, Viechtach 2003, ISBN 3-929517-56-6.
- Verbrechen Liebe: von polnischen Männern und deutschen Frauen: Hinrichtungen und Verfolgung in Niederbayern und der Oberpfalz während der NS-Zeit. Ed. Lichtung, Viechtach 2010, ISBN 978-3-929517-48-4.

## Ehrungen und Auszeichnungen
- 2015: Bayerischer Fernsehpreis
- 2019: Kulturpreis der Stadt Regensburg
- 2024: Bundesverdienstkreuz